# Ridgwayia pinicola
Ridgwayia pinicola là một loài chim trong họ Turdidae.